# Rhytidoponera tyloxys
Rhytidoponera tyloxys är en myrart som beskrevs av Brown och Douglas 1958. Rhytidoponera tyloxys ingår i släktet Rhytidoponera och familjen myror. Inga underarter finns listade i Catalogue of Life.

## Bildgalleri

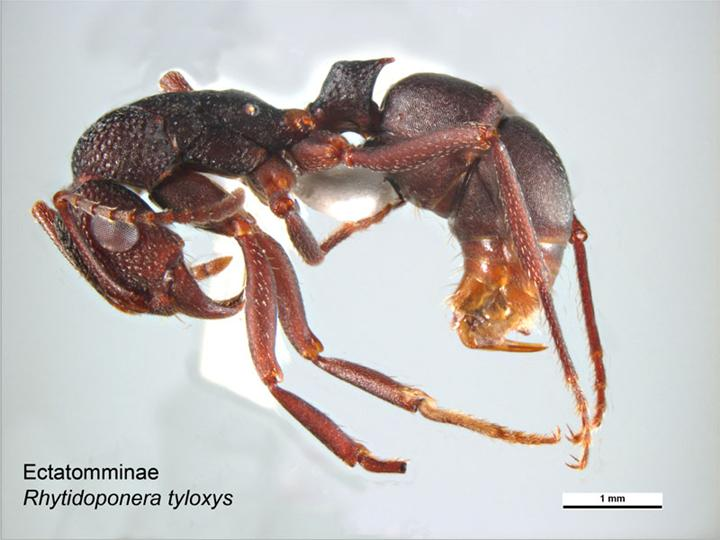